# Ulica Obywatelska w Lublinie
Ulica Obywatelska w Lublinie – arteria komunikacyjna w Lublinie o długości 270 m łącząca Aleję Spółdzielczości Pracy z ulicami Witolda Chodźki i Kazimierza Jaczewskiego. Na początku ulicy jest jedna kamienica z przełomu XIX i XX wieku. Pozostała zabudowa to bloki mieszkalne. Przy Ulicy Obywatelskiej 4 swoją siedzibę ma Wojewódzki Urząd Pracy, a nieopodal ulicy znajduje się Samodzielny Publiczny Szpital Kliniczny nr 4.
Na ulicy Obywatelskiej, u zbiegu z ul. Lubartowską, znajduje się pomnik ułanów ks. Józefa Poniatowskiego, poległych w potyczce z wojskami austriackimi w dniu 19 maja 1809 roku, w czasie wojny Napoleona z V koalicją. Aktualnie pomnik stanowi murowaną kolumnę ustawioną na ceglanym cokole i zwieńczoną krzyżem. Na cokole znajduje się tablica z datą potyczki z Austriakami, a do trzonu kolumny w górnej jej części przymocowano obraz św. Rozalii z datą 1852. 

## Komunikacja miejska
Ulicą Obywatelską kursują następujące linie MPK Lublin:
Autobusowe
- na całej długości: 47.

Trolejbusowe
- na całej długości: 154, 156 i 160.